# Cozla, Caraș-Severin
Cozla este un sat în comuna Berzasca din județul Caraș-Severin, Banat, România.
Ca istorie recenta in perimetrul localitatii se gaseau cladiri de locuinte, o spalatorie de carbune care deservea mina de antracit, gradinita , scoala si cinematograf si un magazin local deservit de celebrul Cica Pera. In anii 70 s-a construit digul pentru a proteja mina de apele Dunarii care erau in continua crestere datorita deschiderii hidrocentralei Portile de Fier. In aceeasi perioada s-a mutat drumul care era mai jos, astazi sub nivelul apei, s-a construit un mic port pentru incarcarea carbunelui pe barje si a inceput daramarea caselor care urmau sa fie acoperite de nivelul apei din baraj.